# アプフェルショーレ

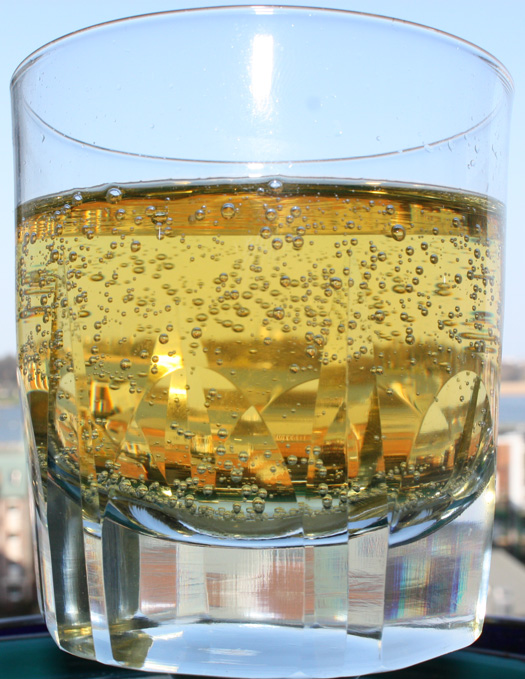
アプフェルショーレ

アプフェルショーレ（ドイツ語: Apfelschorle、[ˈapfəlʃɔʁlə] ( 音声ファイル)、アプフェルはドイツ語でリンゴを表す。Apfelsaftschorle-アプフェルザフトショーレと表記されることもある）はリンゴを使用した、ドイツで一般的な炭酸飲料である。アプフェルショーレは発泡ミネラルウォーター（炭酸水）とリンゴジュースを混合して作られる。
リンゴに限らず果物ジュースと発泡ミネラルウォーターを混合して作った炭酸飲料はフルフトショーレ（Fruchtschorle）あるいは単にショーレ（Schorle）と呼ばれるが、ドイツ国内ではアプフェルショーレが最も一般的なショーレとして販売されている。オレンジジュースを用いた場合はオランジェンザフトショーレ（Orangensaftschorle）ないし略してオーザフトショーレ（O-Saftschorle）、果物ジュースの代わりにワインを用いた場合にはヴァインショーレ（Weinschorle）と呼ばれる。
アプフェルショーレは100％果汁のリンゴジュースよりも低カロリーであり、甘みが少なく飲みやすい。このため、夏季に非常に好まれる商品であり、乳幼児からアスリートにまで幅広く人気がある。一般に販売されているアプフェルショーレは100％果汁のリンゴジュースと発泡ミネラルウォーターを配合し、約55～60％のリンゴ果汁入りとなるように製造されている。
ドイツ国内で販売されているアプフェルショーレのブランドとしては、リフト（Lift、コカ・コーラ カンパニーの販売ブランド）、ゲロルシュタイナー（Gerolsteiner、ミネラルウォーターの販売を行っている企業）、ローディウス（Rhodius）、ビツィル（Bizzl）などがある。各地方に数多く存在するミネラルウォーターの中小メーカーでも、瓶詰ショーレを製造販売している場合が多い。しかし、バーやレストランで提供されるアプフェルショーレはリンゴジュースとミネラルウォーターから店で直接配合したものが多い。